# Växjös stadsbusslinjenät
Växjös stadsbusslinjenät är det nätverk av bussar som går i Växjö. Nätet består 2025 av 12 linjer.

## Linjenät

### Stadstrafik
| Linje | Sträckning                                           |
| ----- | ---------------------------------------------------- |
| 1     | Kronoberg - Hovshaga - Stortorget - Teleborg         |
| 2     | Stortorget - Araby - Norr - Stortorget               |
| 3     | Samarkand - Arenastaden - Stortorget - Universitetet |
| 4     | Flygplatsen - Öjaby - Stortorget - Högstorp          |
| 5     | Sandsbro - Stortorget - Telestad - Telestadshöjden   |
| 6     | Stortorget - Norr - Araby - Stortorget               |
| 7     | Östra Lugnet - Stortorget - Vikaholm                 |
| 8     | Sandsbro - Hovshaga C - Araby - Samarkand            |
| 9     | Bredvik - Stortorget                                 |

### Industrilinjer
| Linje | Sträckning                             |
| ----- | -------------------------------------- |
| 12    | Växjö station - Västra Industriområdet |
| 14    | Växjö station - Räppe                  |
| 15    | Växjö station - Norra Industriområdet  |